# Иннервация

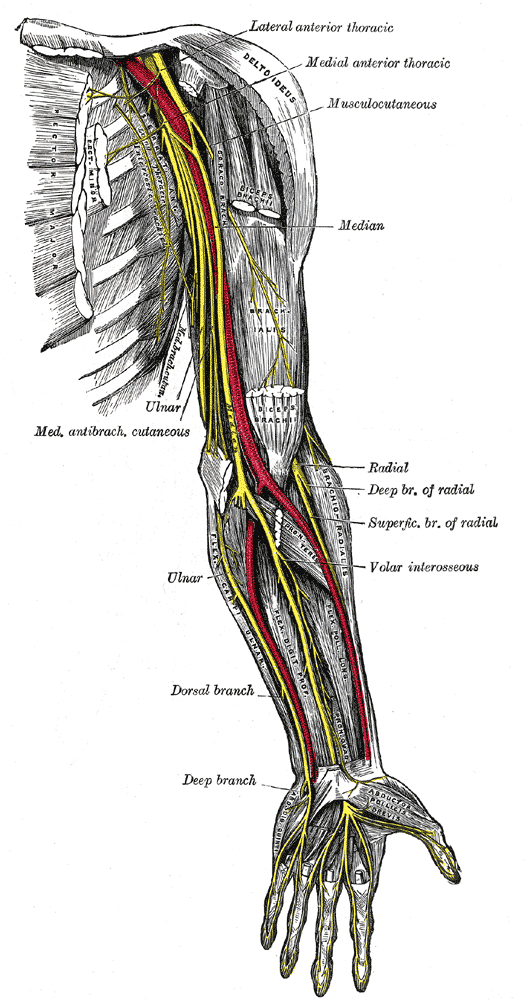
Нервы (жёлтый цвет)

Иннерва́ция (от лат. in — в, внутри и nervus — нервы) — обеспечение органов и тканей живых организмов связью с центральной нервной системой (ЦНС) через нервы.

## Виды иннервации
Различают иннервацию афферентную (чувствительную) и эфферентную (двигательную). Сигналы о состоянии органа и протекающих в нём процессах воспринимаются чувствительными нервными окончаниями (рецепторами) и передаются в ЦНС по центростремительным волокнам. По центробежным нервам осуществляется передача ответных сигналов, регулирующих работу органов, благодаря чему ЦНС постоянно контролирует и изменяет деятельность органов и тканей в соответствии с потребностями организма.

## Роль центральной нервной системы
Роль ЦНС в регуляции функций разных органов неодинакова. В одних органах (например, в скелетной мышце или слюнной железе) сигналы, поступающие из ЦНС, определяют всю их жизнедеятельность; поэтому полное разобщение с ЦНС — денерва́ция — приводит к атрофии органа. Некоторые другие органы (например, сердце, кишечник) обладают способностью к деятельности под влиянием импульсов, возникающих в самом органе (см. автоматизм). В таких случаях денервация не приводит к атрофии, а лишь ограничивает в той или иной степени приспособительные реакции, которые, однако, сохраняются не только вследствие гуморальной регуляции, но и благодаря наличию внутриорганной нервной системы. Денервация почечных нервов применяется при сердечно-сосудистых заболеваниях. Метод денервации — радиочастотная аблация симпатических почечных нервов.